# Acrab
Beta Scorpii (β Sco, Acrab) – gwiazda w gwiazdozbiorze Skorpiona, odległa od Słońca o około 420 lat świetlnych.

## Nazwa
Gwiazda ta ma tradycyjną nazwę Acrab, która wywodzi się z języka arabskiego; ‏العقرب‎ al-'Aqrab oznacza „skorpion”. Inna nazwa Graffias oznacza „szczypce”, Allen podaje, że wywodzi się ona od stgr. Γραψαῖος. Międzynarodowa Unia Astronomiczna w 2016 r. formalnie zatwierdziła użycie nazwy Acrab dla określenia składnika β¹ Sco.

## Charakterystyka obserwacyjna
Przez mały teleskop widoczne są dwa składniki tej gwiazdy, odległe o 13,7 sekundy kątowej (pomiar z 2017 roku). Mają one wielkości obserwowane odpowiednio 2,56 i 4,90m. Gwiazda bywa zakrywana przez Księżyc i planety Układu Słonecznego; już w 295 r. p.n.e. starożytny grecki astronom Timocharis obserwował zakrycie Beta Scorpii przez Księżyc.
Pomiary paralaksy z sondy Gaia opublikowane w 2018 roku wskazują, że gwiazda β² Sco jest odległa o około 420 lat świetlnych od Słońca.

## Charakterystyka fizyczna
Beta Scorpii to gwiazda wielokrotna. Widoczne przez teleskop składniki β¹ Sco i β² Sco są układami potrójnymi, zatem cały system tworzy sześć gwiazd. Jaśniejsza gwiazda składa się ze składników A i B (ten drugi o wielkości 10,6m), odległych o 0,3″ (w 2017 roku), zaś składnik A jest gwiazdą spektroskopowo podwójną. Słabsza gwiazda zawiera składniki C i E (ten drugi o wielkości 6,6m), z których E także jest gwiazdą spektroskopowo podwójną.
Oprócz składnika E, o którym mniej jest wiadomo, system ten tworzą gorące, błękitne gwiazdy ciągu głównego należące do typu widmowego B.

### Beta¹ Scorpii
Najjaśniejszy składnik Aa jest 4,5 raza jaśniejszy od Słońca. Temperatura tej gwiazdy to około 27 000 K. Promień gwiazdy jest 6,3 raza większy niż promień Słońca, a masa piętnastokrotnie większa. W odległości 1,42 milisekundy kątowej od niej krąży składnik Ab, gwiazdy obiegają środek masy co 6,82 doby. Składnik Ab ma jasność 3,9 razy większą niż Słońce, 4 razy większy promień i masę 10,4 masy Słońca. Oba te masywne składniki prawdopodobnie zakończą życie w eksplozji supernowej. Ta para i dalszy składnik Beta Scorpii B obiegają wspólny środek masy w czasie ocenianym na 610 lat.

### Beta² Scorpii
Składnik Beta Scorpii C jest 3,5 raza jaśniejszy od Słońca i ma temperaturę około 24 000 K. Promień tej gwiazdy jest 2,9 raza większy niż promień Słońca, a masa 8,2 raza większa. W okresie 39 lat ta gwiazda i składnik E, odległy o 0,1328″, obiegają wspólny środek masy. Składnik E tworzy para gwiazd Ea i Eb, obiegająca swój środek masy co 10,7 doby. Jej jaśniejszy składnik Beta Scorpii Ea ma jasność 2,1 razy większą niż Słońce i temperaturę 13 000 K. Jego promień to 2,4 R☉, a masa jest 3,5 raza większa niż masa Słońca. Ta gwiazda ma nietypowy skład chemiczny, jej widmo jest wzbogacone o rtęć i mangan.